# Viêm âm đạo
Viêm âm đạo (en: Vaginitis) là một loại bệnh phụ khoa thường gặp nhất ở nữ giới, tuy không ảnh hưởng đến tính mạng nhưng nó lại là nguyên nhân dẫn đến với nguy cơ hiếm muộn và rất nhiều phiền toái khác. Bệnh tác động nhiều đến đời sống và sinh hoạt của người phụ nữ và để lại nhiều di chứng và biến chứng ảnh hưởng đến khả năng sinh sản và các vấn đề sức khỏe lâu dài.
Do cấu trúc về giải phẫu niệu đạo gần với âm đạo nên các tác nhân gây bệnh từ âm đạo dễ xâm nhập vào niệu đạo và gây Viêm đường tiết niệu.

## Nguyên nhân

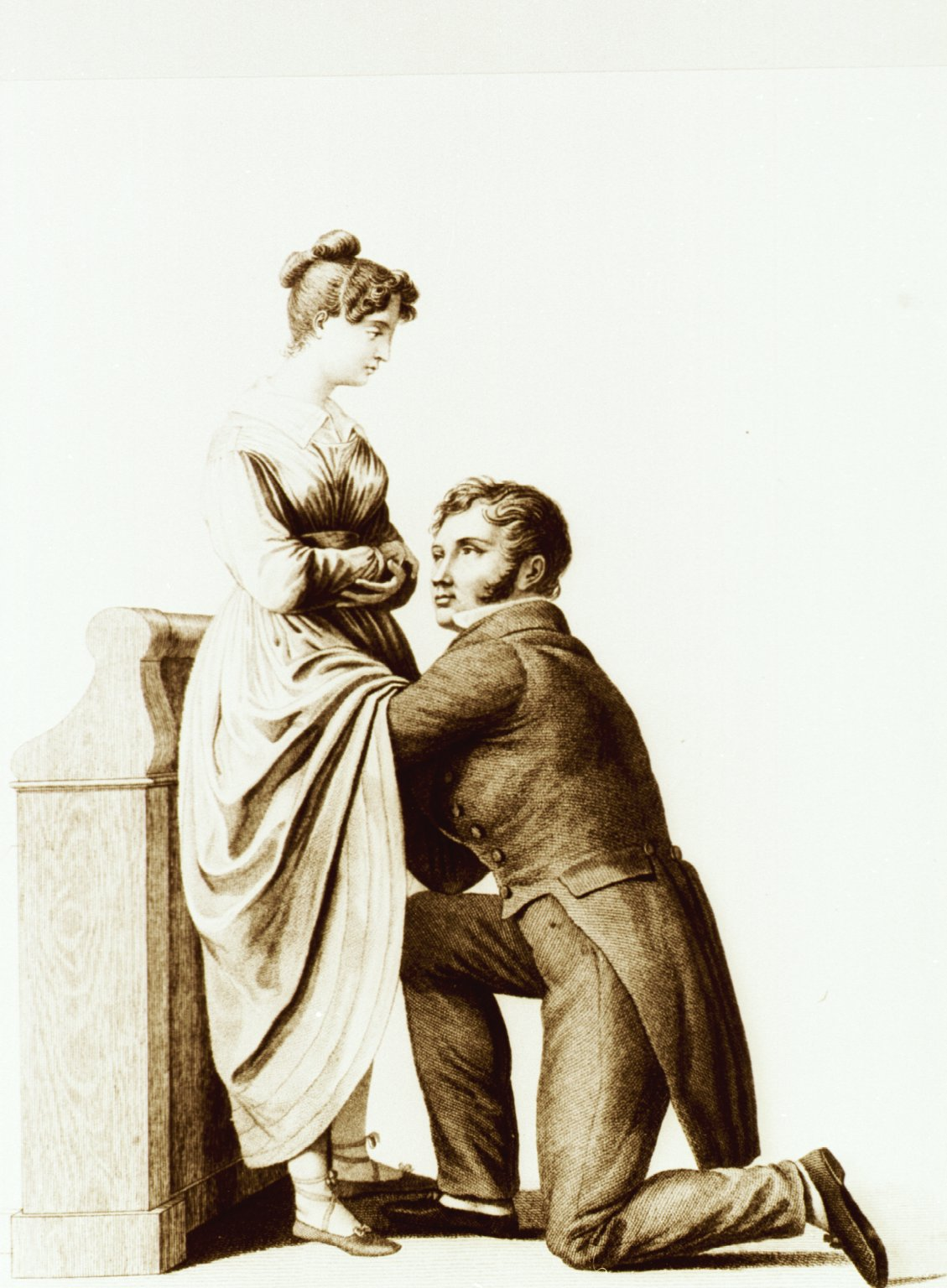
1822

Có nhiều nguyên nhân gây viêm âm đạo: vi khuẩn, ký sinh trùng, hay virus, dị vật hay rối loạn cân bằng nội tiết sinh dục.
Viêm do tác nhân vi sinh bao gồm nấm men Candida (albican hay non-albican), nguyên sinh động vật Trichomonas vaginalis và tạp trùng (Bacterial vginosis) là nguyên nhân thường gặp nhất.
- Viêm do vi khuẩn: Là loại viêm âm đạo do các vi khuẩn kỵ khí: Mobiluncus, Mycoplasma hominis, Bacteroide species, G. vagiralis. Triệu chứng: Khí hư nhiều, loãng màu trắng hoặc xám, mùi hôi khó chịu đặc biệt sau giao hợp. Ngứa và khó chịu âm hộ - âm đạo. Điều trị bằng kháng sinh.
- Viêm do Chlamydia, lậu và M. genitalium: Triệu chứng là Tiết dịch niệu đạo, Đái buốt, đái khó, ra máu, Ngứa rát âm đạo, đau khi giao hợp, khí hư nhiều và hôi. Có thể dẫn tới viêm cổ tử cung. Với mỗi loại sẽ có kiểu xét nghiệm và thuốc riêng.

Có một số tình trạng đặc biệt là điều kiện thuận lợi cho viêm âm đạo xảy ra:
- Sử dụng thuốc kháng sinh lâu dài
- Tiểu đường không kiểm soát được
- Suy giảm miễn dịch, rối loạn miễn dịch
- Thụt rửa âm đạo hay thuốc đặt âm đạo lâu dài
- Sử dụng nội tiết (thuốc ngừa thai, bệnh lý tuyến giáp, corticoids)
- Thai kỳ
- Dụng cụ tránh thai
- Quan hệ tình dục

## Dấu hiệu
- Hiện tượng khí hư có màu xanh nhạt, loãng, có bọt, với số lượng nhiều, kèm theo triệu chứng ngứa rát âm hộ là biểu hiện của viêm âm hộ - âm đạo do trichomonas vaginalis, loại này chiếm 20% số viêm âm đạo. 10% người bệnh không có triệu chứng.
- Khí hư là huyết trắng sánh đặc, màu trắng lợn cợn như sữa chua, đóng thành mảng, gây ngứa, rát nhiều, giao hợp đau, âm hộ viêm đỏ, nề, âm đạo viêm đỏ, ứ đọng huyết trắng, pH âm đạo nhỏ hơn 4,5. Đây là biểu hiện của viêm âm hộ âm đạo do nấm candida. Ngoài lây truyền qua đường tình dục, bệnh còn lây qua nước, quần áo…
- Khí hư nhiều, màu trắng xám, bạch đới hơi loãng, có mùi rất hôi và tanh là biểu hiện của viêm âm đạo do nhiễm tạp khuẩn. Các loại vi khuẩn thường là những vi khuẩn yếm khí hỗn hợp.
- Có cảm giác ngứa "vùng kín": Hiện tượng ngứa vùng ấy thường rất dễ xảy ra nguyên nhân chủ yếu của hiện tượng này là do mắc phải một chứng viêm nhiễm âm đạo.
- Chảy máu sau quan hệ tình dục: một hiện tượng bất thường.
- Đau bụng dưới.